# An-šan
An-šan (čínsky 鞍山, pchin-jinem Ānshān) je městská prefektura v Čínské lidové republice, kde patří k provincii Liao-ning. Leží zhruba 92 kilometrů jižně od Šen-jangu, hlavního města provincie.
Celá prefektura má rozlohu 9252 čtverečních kilometrů a v roce 2010 v ní žilo přes tři a půl milionu obyvatel.

## Administrativní členění
Městská prefektura An-šan se člení na sedm celků okresní úrovně, a sice čtyři městské obvody a po jednom městském okresu, okresu a autonomním okresu.
| Tchie-tung Tchie-si Li-šan Čchien-šan městský okres · Chaj-čcheng okres · Tchaj-an autonomní okres · Siou-jen |                |                       |                    |                                  |
| Název | Název          | Počet obyvatel (2020) | Rozloha km² (2020) | Hustota zalidnění (obyv. na km²) |
| český přepis                                                                                                  | znaky          | Počet obyvatel (2020) | Rozloha km² (2020) | Hustota zalidnění (obyv. na km²) |
| Městské obvody                                                                                                |                |                       |                    |                                  |
| Tchie-tung | 铁东区         | 511 574               | 153                | 3 341                            |
| Tchie-si | 铁西区         | 408 118               | 143                | 2 858                            |
| Li-šan | 立山区         | 529 275               | 170                | 3 113                            |
| Čchien-šan | 千山区         | 94 729                | 329                | 288                              |
| Městský okres                                                                                                 |                |                       |                    |                                  |
| Chaj-čcheng                                                                                                   | 海城市         | 1 067 905             | 2 576              | 415                              |
| Okres |                |                       |                    |                                  |
| Tchaj-an | 台安县         | 300 764               | 1 390              | 216                              |
| Autonomní okres                                                                                               |                |                       |                    |                                  |
| Siou-jen (mandžuský)                                                                                          | 岫岩满族自治县 | 413 007               | 4 509              | 92                               |
| |                |                       |                    |                                  |
| Celkem | Celkem         | 3 325 372             | 9 270              | 359                              |

## Partnerská města
- Amagasaki, Japonsko (1983)
- Ansan, Jižní Korea (1997)
- Birmingham, Alabama, USA (1996)
- Bursa, Turecko (1991)
- Cholon, Izrael (2000)
- Lipeck, Rusko (1992)
- Sheffield, Spojené království (1983)